# Ngọc Mỹ, Tân Lạc
Ngọc Mỹ là một xã thuộc huyện Tân Lạc, tỉnh Hòa Bình, Việt Nam.
Xã Ngọc Mỹ có diện tích 31,93 km², dân số năm 1999 là 5529 người, mật độ dân số đạt 173 người/km².